# Begum Akhtar
Begum Akhtar, nom d'artiste d'Akhtari Bai Faizabadi (née le 7 octobre 1914 à Faizabad, morte le 30 octobre 1974 à Ahmedabad) est une chanteuse et actrice indienne.

## Biographie
Akhtari Bai Faizabadi est la fille d'Asghar Hussain, un avocat et de sa seconde épouse Mushtari. Asghar Hussain renie plus tard Mushtari et ses filles jumelles Zohra et « Bibbi ».

## Carrière
Akhtar découvre à sept ans la musique de Chandra Bai, un artiste attaché à une troupe de théâtre en tournée. Cependant, sur l'insistance de son oncle, elle est envoyée se former auprès d'Imdad Khan, le grand représentant du sarangi de Patna, et plus tard d'Ata Mohammed Khan de Patiala. Plus tard, elle se rend à Calcutta avec sa mère et apprend la musique de personnes classiques comme Mohammad Khan, Abdul Waheed Khan de Lahore, et finalement elle devient la disciple de Jhande Khan.
Sa première représentation publique a lieu à quinze ans. La poétesse Sarojini Naidu apprécie son chant lors d'un concert organisé au profit des victimes du séisme de 1934 au Népal-Bihar. Cela l'encourage à continuer à chanter des ghazals avec plus d'enthousiasme. Elle grave son premier disque pour la Megaphone Record Company, à cette époque. Un certain nombre de disques de gramophone sont publiés portant ses ghazals, dadras, thumris... Elle est parmi les premières chanteuses à donner des concerts publics et à rompre avec le chant dans les mehfils ou les rassemblements privés, et avec le temps, elle a le surnom de Mallika-e-Ghazal (Reine du Ghazal).
La beauté et la voix sensible de Begum Akhtar en ont fait une candidate idéale pour une carrière cinématographique. Cependant, lorsqu'elle entend de grands musiciens comme Gauhar Jaan et Malak Jan, elle décide d'abandonner le glamour du monde du cinéma pour une carrière dans la musique classique indienne. Elle choisit son répertoire dans des modes essentiellement classiques : une variété de râgas, allant du simple au complexe. Lors de l'avènement du cinéma parlant en Inde, Begum Akhtar joue dans quelques films en hindi dans les années 1930. L'East India Film Company de Calcutta l'approche pour jouer dans Ek Din Ka Badshah et Nal Damayanti en 1933.
Comme d'autres de cette époque, elle chante elle-même ses chansons dans tous ses films. Elle continue à jouer dans les années suivantes. Par la suite, Begum Akhtar retourne à Lucknow où elle est approchée par le célèbre producteur-réalisateur Mehboob Khan, pour jouer dans Roti, film qui sort en 1942, et dont la musique est composée par Anil Biswas. Roti comprend à l'origine six de ses ghazals mais malheureusement en raison de problèmes avec le producteur, Mehboob Khan supprime trois ou quatre ghazals du film. Begum Akhtar quitte Bombay et retourne à Lucknow. Son nom apparaît différemment dans de nombreux génériques de films comme Akhtaribai Fyzabadi, Akhtaribai Faizabadi, Akhtari et Begum Akhtar, comme Le Salon de musique, film de Satyajit Ray en 1958.
En 1945, Akhtari Bai épouse un avocat basé à Lucknow, Ishtiaq Ahmed Abbasi, et prend le nom de Begum Akhtar. Cependant, après le mariage, en raison des restrictions imposées par son mari, elle ne peut pas chanter pendant près de cinq ans et, par la suite, devient malade et déprimée. C'est alors que son retour à la musique s'impose comme un remède de circonstance et, en 1949, elle retourne dans les studios d'enregistrement. Elle chante trois ghazals et un dadra à la station de Lucknow d'All India Radio. Elle recommence à chanter dans des concerts. Elle donne un concert réservé aux femmes au profit de la guerre avec la Chine en 1962.
Sa voix mûrit avec le temps, acquérant richesse et profondeur. Elle chante des ghazals et d'autres pièces classiques légères. Elle a près de quatre cents chansons à son actif. Elle est une interprète régulière sur All India Radio. Elle compose généralement ses propres ghazals et la plupart de ses compositions sont basées sur le ragam. Elle interprète la chanson classique bengali intemporelle Jochona Koreche Aari (জোছনা করেছে আড়ি).

## Décès
Lors de son dernier concert à Balaramapuram près de Thiruvananthapuram en 1974, elle élève le ton de sa voix, car elle sent que son chant n'est pas aussi bon qu'elle l'avait voulu et se sent mal. Le stress qu'elle s'impose l'amène à tomber malade et elle est transportée d'urgence à l'hôpital.
Elle meurt le 30 octobre 1974 dans les bras de Nilam Gamadia, son amie, qui l'avait invitée à Ahmedabad où elle fait sa dernière apparition.
Sa tombe est un verger de manguiers dans sa maison, Pasand Bagh dans la région de Thakurganj, de Lucknow. Elle est enterrée aux côtés de sa mère, Mushtari Sahiba. Cependant, au fil des ans, une grande partie du jardin est perdue au profit de la ville en pleine croissance et la tombe se retrouve en mauvais état. Les tombes en marbre enfermées dans une enceinte en briques rouges sont restaurées en 2012, ainsi que leur incrustation en marbre de style pietra dura. Des tentatives sont en cours pour convertir sa maison construite en 1936 dans le bazar chinois de Lucknow en musée.